# زنبور برزیلی
زنبور برزیلی (نام علمی: Protonectarina sylveirae) نام یک گونه از خانواده زنبوران است.